# Autorail Decauville Nord
Les autorails Decauville Nord sont des autorails Diesel à bogies construits par Decauville et livrés à la compagnie du Nord en 1934 sous l'immatriculation ZZ 13 et 14. Ils deviendront les X DC 1001-1002 de la SNCF.
Reformés en 1939, ils seront vendus en 1945 aux chemins de fer de la Hesse. 